# 8-Way Santa
| Recensione           | Giudizio |
| -------------------- | -------- |
| AllMusic             | [ 1 ]    |
| Entertainment Weekly | A−       |
| Piero Scaruffi       | 5/10     |

8-Way Santa è il secondo album discografico del gruppo grunge statunitense Tad, pubblicato nel febbraio 1991 dalla Sub Pop Records.

## Descrizione
I Tad ebbero dei problemi di natura legale quando l'uomo e la donna raffigurati sulla copertina della prima edizione del disco si riconobbero e fecero causa alla band. La copertina incriminata era una foto modificata che ritraeva due sconosciuti tratta da un album di foto acquistato in un robivecchi. A seguito della disputa legale, il disco venne ristampato con una copertina diversa raffigurante i membri del gruppo.

### Singoli
Jinx e Jack Pepsi furono i brani estratti dall'album come singoli. La Pepsi-Cola intentò causa al gruppo per l'utilizzo indebito del loro logo sulla copertina del 45 giri Jack Pepsi. La canzone Jinx venne inserita nella colonna sonora del film Singles - L'amore è un gioco.

## Tracce
1. Jinx – 3:03
2. Giant Killer – 3:03
3. Wired God – 3:03
4. Delinquent – 2:57
5. Hedge Hog – 0:39
6. Flame Tavern – 3:19
7. Trash Truck – 3:25
8. Stumblin' Man – 3:35
9. Jack Pepsi – 3:10
10. Candi – 4:29
11. 3-D Witch Hunt – 3:34
12. Crane's Cafe – 2:47
13. Plague Years – 2:30

## Formazione
- John Agnello – mixaggio
- Kurt Danielson – basso
- Tad Doyle – voce, chitarra
- George Marino – masterizzazione
- Doug Olson – ingegnere
- Gary Thorstensen – chitarra
- Butch Vig – produzione, ingegnere del suono
- Steve Wied – batteria